# Élie Maire
Élie Maire, né à Pont-de-Roide-Vermondans le 1er juillet 1880 et mort le 19 octobre 1949, est un prêtre, théologien catholique et biographe français. 

## Biographie
Ordonné prêtre pour le diocèse de Langres, Élie Maire devient professeur au collège ecclésiastique de Saint-Dizier, puis aumônier au Collège Stanislas à Paris. Il est nommé chanoine de la cathédrale Notre-Dame de Paris.

## Œuvres
- Anne de Guigné (1911-1922), une petite sainte (1948)
- La vie secrète de Jeanne d'Arc (1948)
- Trois filles de chez nous m'ont dit... leur amour, de la petite, de la grande, de la définitive patrie (1947)
- Qu'est-ce qu'une Visitandine ? (1946)
- Qu'est-ce qu'une Sœur aveugle de Saint-Paul ? (1946)
- Chez les sœurs aveugles de Saint Paul (1946)
- Notre-Dame de chez nous, stations mystiques (1942)
- Si quelqu'un est tout petit... qu'il vienne à moi (1942)
- Étude de Jésus-Christ et de l'Église (1938)
- Trois gueux du Seigneur, saint Benoit Labre, Charles Marie, Germain nouveau (1937)
- Images de Dom Chautard, abbé de Sept-Fons (1937)
- Je ne veux point mourir encore !... Charles Marcilly (1937)
- La vie et la mort de René de Rochechouart de Mortemart (1914-1929) (1936)
- Le Baiser de saint Dominique et de saint François (1936)
- Le vrai visage d'Ève Lavallière (1936)
- Jeunes Époux, Jeunes Épouses (1933)
- Le Serviteur de Dieu Guy de Fontgalland (1932)
- Saint François de Sales (1567-1622) et sainte Jeanne de Chantal (1572-1641) (1932)
- Sourires d'enfant dans la campagne. Louis Manoha (1904-1914) (1932)
- Saint Vincent de Paul (1581-1660) et la bienheureuse Louise de Marillac (1591-1660) (1932)
- Entraîneurs d'âmes dans les voies de l'amour (1932)
- Une petite "sainte", Anne de Guigné (1911-1922) (1931)
- La vie errante d'un montagnard comtois (1930)
- Histoire des Instituts religieux et missionnaires, aux avant-postes de la chrétienté (1930)
- Rubis d'Orient, 1893-1919 (1930)
- Marie-Edmée Pau (1926)
- Une amante de Jésus-Hostie, Marie-Eustelle Harpain, 1814-1842 (1925)
- Marie Jenna (1924)
- La Première communion de Jeanne d'Arc (1924)
- Saint Norbert (1082-1134) (1922)
- Les Cisterciens en France autrefois et aujourd'hui (1922)
- La Dernière communion de Jeanne d'Arc, panégyrique prononcé au collège de l'Immaculée-Conception de Saint-Dizier, le 19 mai 1912 (1914)
- Tige brisée..., Charles Marcilly 1894-1911 (1913)